# بيثيدياس
بلدية بيثيدياس (بالإسبانية: Becedillas) هي بلدية تقع في مقاطعة آبلة التابعة لمنطقة قشتالة وليون وسط إسبانيا.

## الديموغرافيا
يبلغ عدد سكان بلدية بيثيدياس 115 نسمة عام 2011 (وفقاً للمعهد الوطني للإحصاء الإسباني).
| 182 | 173 | 153 | 150 | 141 | 133 | 115 |